# Идлис, Григорий Моисеевич
Григо́рий Моисе́евич И́длис (22 ноября 1928 — 29 марта 2010) — советский и российский астроном.

## Биография
Родился в Пензе в семье врачей, в 1946 году поступил в Ленинградский университет. После переезда семьи в Алма-Ату перевёлся в Казахский университет, который окончил в 1951 году сразу по двум специальностям — физика-теоретика и математика. В 1954 году окончил аспирантуру под руководством В. Г. Фесенкова в Астрофизическом институте АН КазССР. В 1954—1972 годах работал в этом институте (с 1961 — заведующий отделом звёздной динамики, в 1964—1972 — директор института). Доктор физико-математических наук (1964). С 1969 года преподавал также в Казахском университете, профессор. С 1972 года работал в Институте истории естествознания и техники АН СССР, заведующий Отделом истории физико-математических наук. Член Международной академии наук педагогического образования (1998).
Основные труды — в области динамики звёздных систем, космогонии, космологии, проблем малых тел Солнечной системы и солнечно-земных связей.
В 1952 году показал несостоятельность закона планетных расстояний О. Ю. Шмидта и распространил закон планетных расстояний Фесенкова на случай регулярных спутников планет.
В 1953 показал, что наблюдательные данные для астероидов, метеоритов и метеорных частиц соответствуют выведенным им вероятностным законам распределения по размерам и массам для осколков, образующихся при случайном дроблении твёрдых тел. Уточнил полученный П. П. Паренаго гравитационный потенциал Галактики и в 1954 году впервые построил две конечные аналитические модели Галактики — сферическую и плоскую — с уточнённым потенциалом («модели Идлиса»).
Обобщил и проанализировал введённый Г. Г. Кузминым в динамику звёздных систем третий интеграл движения. В 1956 доказал, что в структурно бесконечной Вселенной с учётом релятивистских дефектов масс всевозможных космических систем гравитационный космологический парадокс Зелигера устраняется без каких бы то ни было ограничений на параметры этих систем.
В 1957—1958 годах, раньше Р. Дикке (США) и Б. Картера (Англия) (1960—1970), выдвинул и рассмотрел так называемый антропоцентристский (антропогенный, или антропный) принцип, согласно которому наблюдаемый нами мир со всеми его основными характеристиками выделяется из множества всевозможных миров в структурно неисчерпаемой Вселенной потому, что он удовлетворяет необходимым и достаточным условиям для естественного возникновения в нём жизни и для её развития вплоть до высших разумных форм. Разработал метод определения масс далёких галактик по обусловленному ими эффекту гравитационной линзы.
В 1962 году совместно с Р. X. Гайнуллиной и З. X. Курмакаевым впервые обнаружил эффект гравитационной линзы для ряда галактик. В 1965 году развил концепцию, согласно которой квазизамкнутые макромиры типа Метагалактики извне эквивалентны элементарным частицам (1965).
Скончался 29 марта 2010 года. Похоронен в Москве на кладбище «Ракитки» (участок 21).

## Публикации
- «Космические силовые поля и некоторые вопросы структуры и эволюции галактической материи» (1957);
- «Космическая материя» (1957);
- «Структура и динамика звёздных систем» (1961);
- «Математическая теория научной организации труда и оптимальной структуры научно-исследовательских институтов» (1970).
- «В поисках истины»(2004)
- «Стихия» (2008)